# لوچیا سنیی
لوچیا سنیی یا سگنی (انگلیسی: Lucia of Segni)، شاهزاده، کنتس و بعدها نایب‌السلطنه شاهزاده‌نشین انطاکیه و کنت‌نشین طرابلس در قرن ۱۳ میلادی بود. وی پس از مرگ شوهرش، بوهموند پنجم، کنت طرابلس و شاهزاده انطاکیه، از جانب پسرش – که هنوز به سن قانونی نرسیده بود – نیابت حکومت را در سال ۱۲۵۲ برعهده گرفت.
لوچیا در خانواده کنت‌های سنیی متولد شد. او از نزدیکان و خویشان پاپ اینوسنت سوم و پاپ گریگوری نهم بود که ترتیب ازدواج او را به عنوان همسر دوم بوهموند پنجم، شاهزاده انطاکیه و کنت طرابلس داد. این ازدواج در سال ۱۲۳۸ برگزار شد. لوچیا به واسطه روابط خانوادگی با رم، مسئول روابط نزدیک بوهموند با سریر مقدس شد، اما بارون‌ها از تعداد زیاد خویشاوندان و دوستان که او به شرق لاتین دعوت می‌کرد، ناراضی بودند. به همین دلیل بوهموند در میان اهالی یونانی و نورمنی انطاکیه محبوب نبود و به جای آن در طرابلس اقامت داشت. به نظر می‌رسد لوچیا در انتصاب پاتریارک جدید ارتدکس یونانی انطاکیه، دیوید، در حدود سال ۱۲۴۰ تأثیرگذار بوده، و حتی برادرش پل را به عنوان اسقف طرابلس منصوب کرده باشد.
حاصل ازدواج لوچیا و بوهموند پنجم دو فرزند بود: پلیسانس – که نخست با هنری یکم قبرس ازدواج و پس از آن با بالیان ابلین ارباب آرسوف ازدواج کرد – و بوهموند. بوهموند پنجم در ژانویه ۱۲۵۲ درگذشت در حالی که بوهموند ششم، جانشین او، ۱۵ ساله و هنوز صغیر بود. لوچیا نیابت سلطنت پسرش را به عهده گرفت، اما در مدیریت خوب عمل نکرد تا منجر به اعتراض اشراف و بزرگان دو قلمروی طرابلس و انطاکیه به عملکرد و سیاست وی شود. او همچون همسرش در طرابلس اقامت کرد و ادارهٔ انطاکیه را به اقوام خود واگذار کرد تا اداره کنند. با ادامه سیاست‌های لوچیا، عدم محبوبیت او به میزانی شد که بوهموند جوان از پاپ اینوسنت چهارم خواست چند ماه زودتر به سن قانونی اعلام شود. اینوسنت نیز با توجه به وضعیت قلمروهای صلیبی به‌خصوص انطاکیه و طرابلس و منازعات درونی و خارجی (میان جنوایی و پیزایی‌ها) آنها با دولت ارمنی کیلیکیه و همچنین آغاز جنگ صلیبی جدید موافقت کرد. با آغاز حرکت جدید صلیبی، لوئی نهم پادشاه فرانسه، که در شرق لاتین در جریان جنگ صلیبی هفتم حاضر بود و در یافا مستقر شده بود، در اختلاف بین مادر و پسر دخالت و میانجیگری کرد تا حکومت به‌طور کامل از لوچیا به بوهموند منتقل شود. لوچیا قدرت خود را در دو قلمروی انطاکیه و طرابلس از دست داد اما توانست در عوض آن ثروت و درآمدی سرشار به دست آورد. با این حال، او موفق شد پس از نیابت سلطنت خود، افراد و نزدیکان خود را در پست‌های مهم در طرابلس و انطاکیه حفظ کند، که منجر به شورش ناموفق اشراف علیه پسرش شد. با این حال پس از خلع از قدرت اطلاعات از چندانی از زندگی و اعمال وی در دست نیست اما احتمالاً میان سال ۱۲۵۲ تا ۱۲۵۸ درگذشته باشد.